# Bydgostia Bydgoszcz

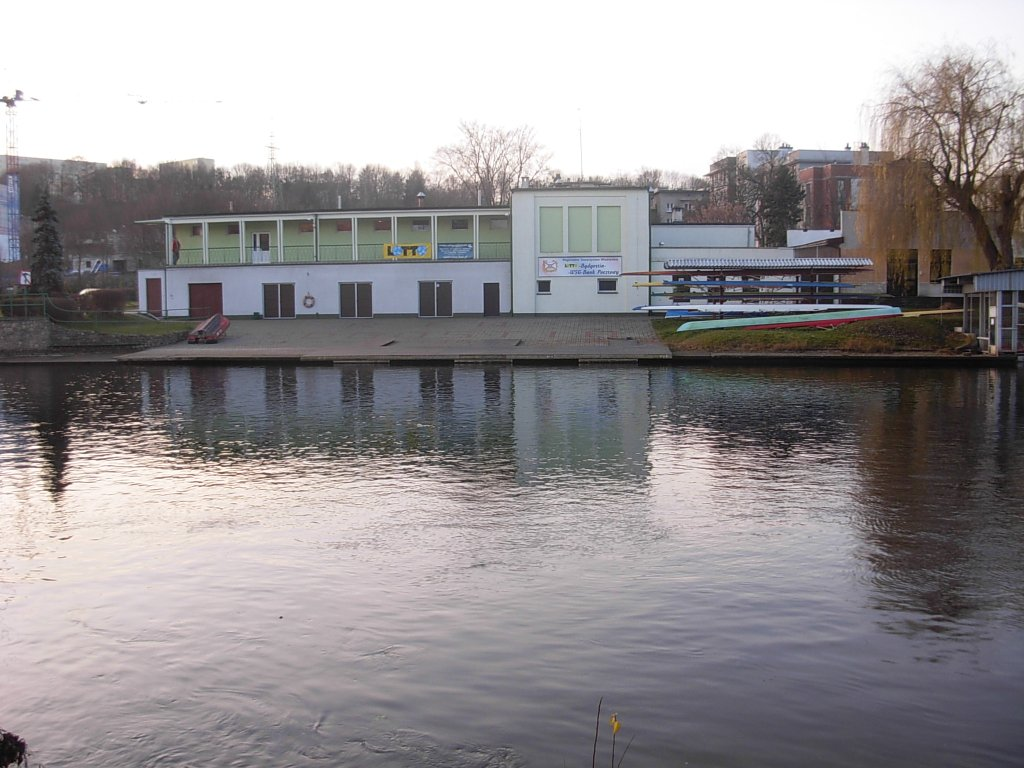
Das Bootshaus von Bydgostia Bydgoszcz an der Brahe, einem Nebenfluss der Weichsel.

Bydgostia Bydgoszcz (offiziell Regionalne Towarzystwo Wioślarskie Bydgostia Bydgoszcz, zu deutsch Regionale Rudergesellschaft Bydgostia Bydgoszcz) ist ein polnischer Ruderverein aus der Stadt Bydgoszcz. Seine Gründung erfolgte am 4. Dezember 1928. Er tritt seit einigen Jahren mit seinem Hauptsponsor Lotto im Namen auf.

## Erfolge
Für den Ruderverein sind in der Vergangenheit mehrfach Athleten bei der olympischen Ruderregatta gestartet. Robert Sycz gewann im Leichtgewichts-Doppelzweier olympisches Gold bei den Olympischen Spielen von Sydney 2000 und bei den Olympischen Spielen von Athen 2004. Auch 1996 in Atlanta und bei 14 Ruder-Weltmeisterschaften startete er. Die Vereinsmitglieder Miłosz Bernatajtys und Bartłomiej Pawełczak konnten 2008 die olympische Silbermedaille im Leichtgewichts-Vierer ohne Steuermann gewinnen. Magdalena Fularczyk-Kozłowska gewann 2012 in London eine Bronzemedaille und 2016 in Rio de Janeiro zusammen mit Natalia Madaj eine Goldmedaille im Frauen-Doppelzweier. Monika Ciaciuch gewann 2016 in Rio de Janeiro die Bronzemedaille im Doppelvierer. In zahlreichen Jahren starteten weitere Ruderer von Bydgostia Bydgoszcz bei Ruder-Weltmeisterschaften und Ruder-Europameisterschaften.
In Polen konnten Ruderer von Bydgostia Bydgoszcz zahlreiche nationale Meisterschaften gewinnen. Der Ruderverein konnte in den Jahren 1938, 1966, 1967, 1970 und 1993 bis 2015 insgesamt 27 Mal die polnische Vereins-Meisterschaft im Rudern gewinnen. Dabei wird mit einem Punktesystem der beste Ruderverein bei einer Reihe von Meisterschaftsregatten und Ergometerwettkämpfen im Laufe eines Kalenderjahres bestimmt.
Bydgostia Bydgoszcz ist neben Bydgoskie Towarzystwo Wioślarskie einer von zwei im Leistungssport aktiven Rudervereine der Stadt.